# Janina Domaszewicz
Janina Domaszewicz z domu Montwiłł (ur. 1895 w Kijowie, zm. 12 marca 1937 we Lwowie) – polska działaczka niepodległościowa, urzędniczka.

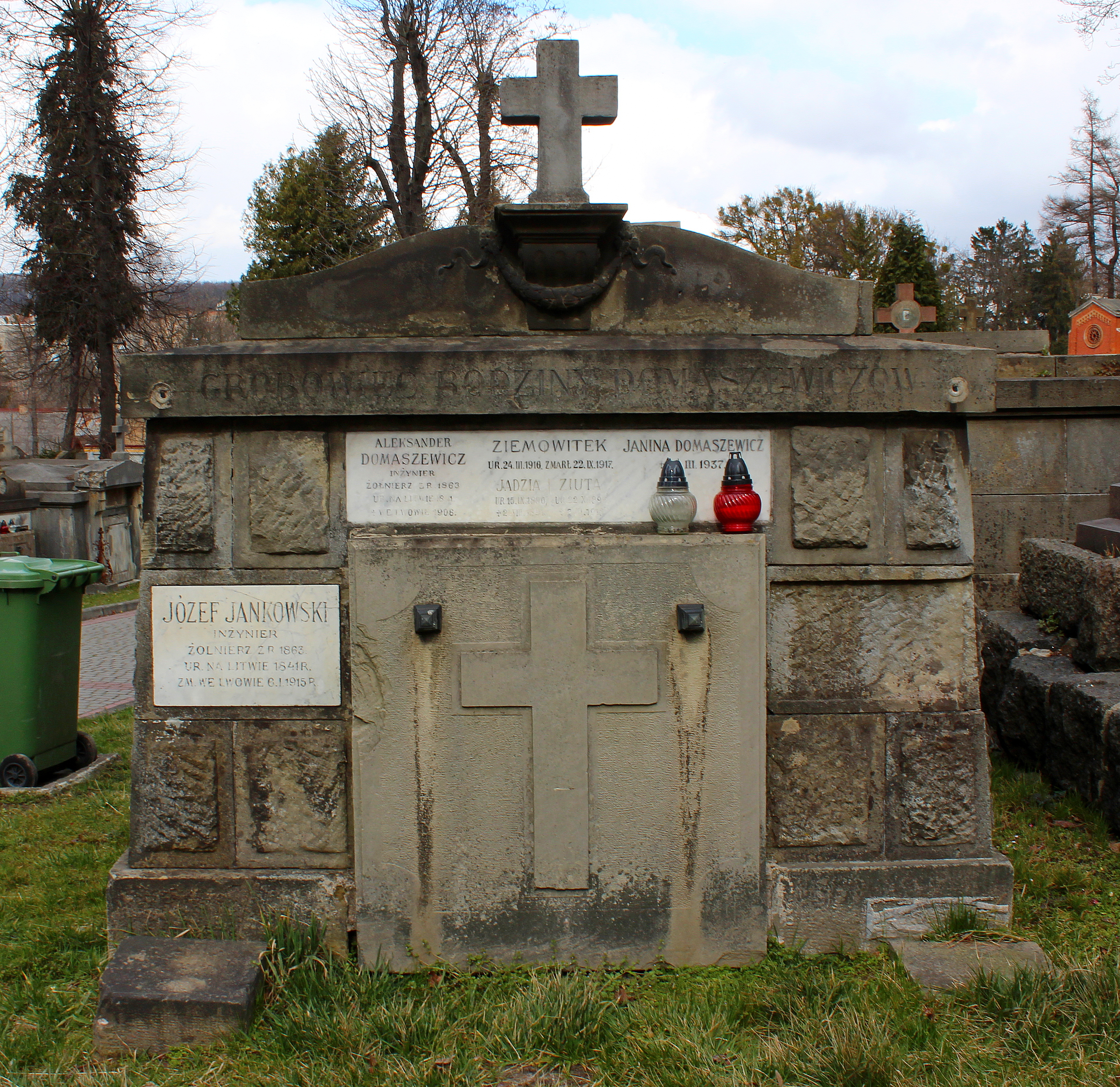
Grobowiec Domaszewiczów

## Życiorys
Urodziła się w 1895 w Kijowie, gdzie ukończyła szkołę średnią. Następnie studiowała na Uniwersytecie Petersburskim i na Uniwersytecie Kijowskim. Prowadziła tajne nauczanie. Podczas I wojny światowej wstąpiła do Polskiej Organizacji Wojskowej i została kurierką organizacji. Odbyła m.in. pod zmienioną tożsamością pracownicy krawieckiej pieszo drogę przez Polesie do Naczelnego Dowództwa w Warszawie, przekazując raporty. Później pracowała w służbie sanitarnej (zachorowała wówczas na tyfus plamisty, którego konsekwencją była astma oskrzelowa).
Po odzyskaniu przez Polskę niepodległości w okresie II Rzeczypospolitej pracowała w Krajowym Towarzystwie Naftowym. Działała na polu społecznym i charytatywnym. We Lwowie pełniła funkcję wiceprzewodniczącej koła Unii Polskich Obrończyń Ojczyzny oraz zasiadła w zarządzie Oddziału Strzeleckiego im. Michaliny Mościckiej.
Została odznaczona Krzyżem Niepodległości.
Zmarła 12 marca 1937 we Lwowie i została pochowana na tamtejszym Cmentarzu Łyczakowskim we Lwowie (spoczął tam także Aleksander Domaszewicz).